# Peugeot 208 T16
El Peugeot 208 T16, también conocido como Peugeot 208 R5, es un vehículo de competición basado en el Peugeot 208 con homologación R5 y construido por la fabricante francesa Peugeot para su uso en competiciones de rally. Fue el segundo vehículo en obtener la homologación en dicha categoría y es la segunda versión para rally del Peugeot 208, tras el Peugeot 208 R2.
Fue renombrado como "208 T16" en honor al Peugeot 205 Turbo 16 del Grupo B con el cual Peugeot obtuvo dos títulos del Campeonato del Mundo de Rally en la década de los 80'. El 208 R5 fue presentado en el Salón de Ginebra de 2013 luciendo los colores originales del 205 Turbo 16.
Cuenta con un peso contenido de 1200 kg, tracción integral, caja de cambios secuencial de cinco velocidades y un bloque THP montado de forma delantera transversal con una cilindrada de 1595 cc y 4 cilindros (con brida de admisión de 32 mm) y turbo que rinde 280 cv y 400 Nm a 6000 rpm.

## Historia
Debutó en competición en marzo de 2014 en el Rallye del Ciocco, prueba puntuable para el Campeonato de Italia de Rally con el piloto Paolo Andreucci como protagonista, donde logró además su primer podio.
El 208 T16 debutó en su primera prueba del Campeonato de Europa de Rally, el Rally Acrópolis de 2014, con los pilotos Craig Breen y Kevin Abbring, donde logró la victoria.

## Palmarés

### Victorias en el Campeonato de Europa de Rally
| N.º | Año  | Rally                           | Piloto      | Copiloto     | Notas |
| --- | ---- | ------------------------------- | ----------- | ------------ | ----- |
| 1   | 2014 | 60. Acropolis Rally             | Craig Breen | Scott Martin |       |
| 2   | 2015 | 3. Rally Liepāja Ventspils      | Craig Breen | Scott Martin |       |
| 3   | 2015 | 73.er Rally Circuito de Irlanda | Craig Breen | Scott Martin |       |

## Peugeot 208 T16Pikes Peak

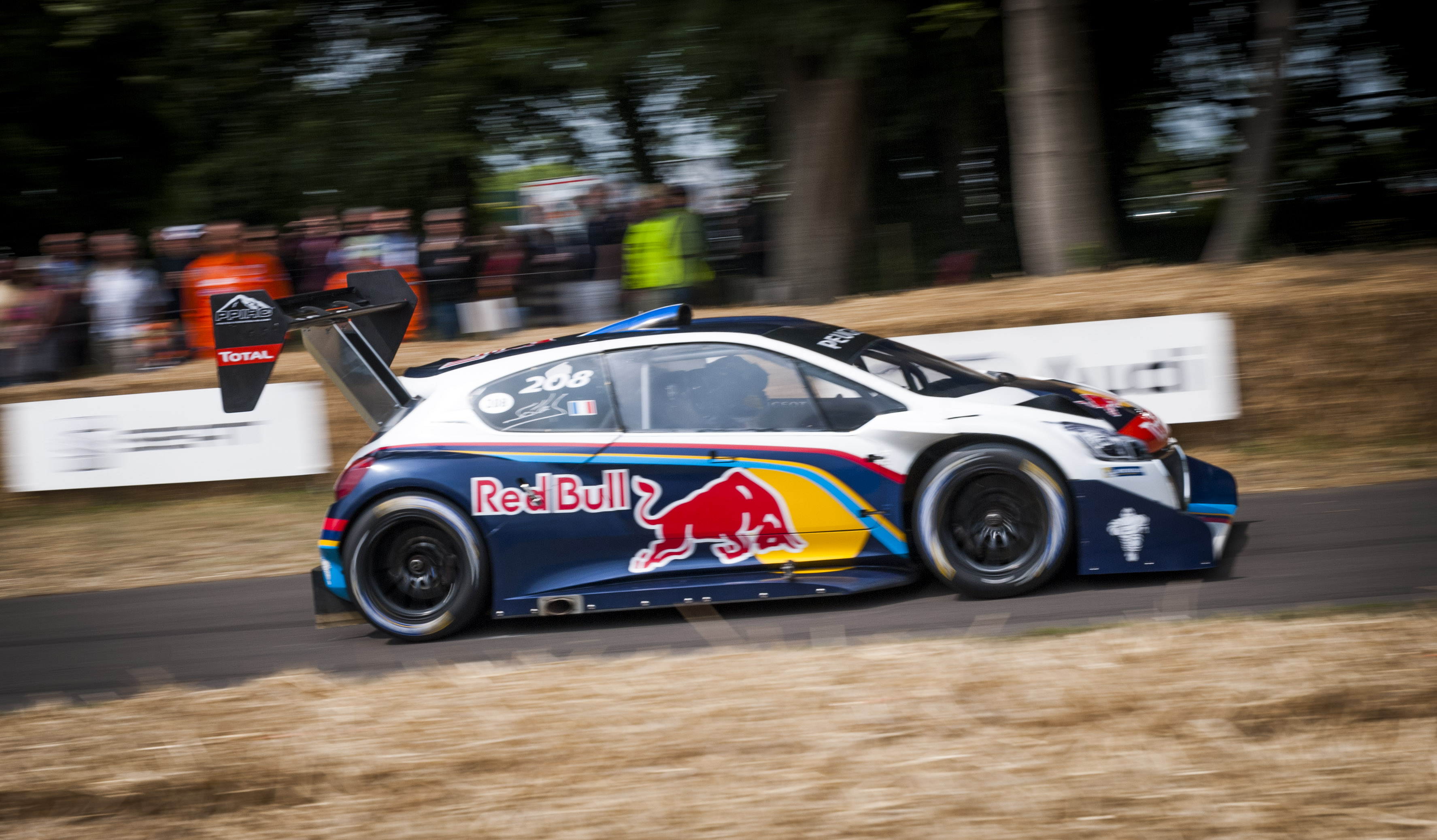
El Peugeot 208 T16 Pikes Peak durante el Festival Of Speed Goodwood de 2013.

En febrero de 2013 Peugeot desarrolló un prototipo con el fin de competir en la carrera de montaña Pikes Peak 2013 en Colorado, Estados Unidos, dentro de la categoría Unlimited, denominado 208 T16 Pikes Peak. El jefe del proyecto fue Jean-Christophe Pallier, y el piloto designado para correrlo fue el francés Sebastian Loeb, quien logró imponer un nuevo récord en la carrera, al reducir el récord anterior en más del quince por ciento.
Tiene un motor a gasolina V6 biturbo con 850 CV y pesa 850 kilos. Está revestido con partes de fibra de carbono y tiene un alerón similar al del Peugeot 908 que participa en Le Mans. Este coche tiene un peso de 850 kilos y lleva un motor gasolina V6 biturbo con 850 cv, teniendo así una relación peso-potencia de 1. Esta relación se consigue gracias a un chasis tubular revestido con fibra de carbono, una distribución de pesos y una posición del motor central-trasera como en los prototipos de resistencia. También lleva los ejes, los frenos, la toma de aire para el motor y el alerón de dos metros derivado directamente del que utilizaba el Peugeot 908 HDi FAP que participaba en Le Mans.